# Burgen und Schlösser
Burgen und Schlösser (Titelzusatz: Zeitschrift für Burgenforschung und Denkmalpflege) ist eine deutschsprachige Zeitschrift im Bereich der Burgenforschung und Denkmalpflege, die vierteljährlich erscheint. Der Verlag ist das Europäische Burgeninstitut in Braubach.
Im Jahre 1959 wurde der Druck der Vorgänger-Zeitschrift Der Burgwart (seit 1899) eingestellt und stattdessen die Zeitschrift Burgen und Schlösser ins Leben gerufen. Inhaltlich setzt sich die wissenschaftlich ausgerichtete Zeitschrift mit der Erforschung von Burgen und Schlössern sowie historischen Wehr- und Wohnbauten sowie dem Thema Denkmalpflege allgemein aus internationaler und interdisziplinärer Perspektive auseinander.
Stark vertreten unter den Beiträgen sind Arbeiten aus der Mittelalterarchäologie, der Kunstgeschichte und der Geschichtswissenschaft.
Die Erscheinungsweise änderte sich im Zeitablauf. Bis 1993 erschienen zwei Hefte pro Jahr, ab 1994 drei Hefte und ab 2000 vier Hefte.
Die Publikation wird gefördert vom Beauftragten der Bundesregierung für Kultur und Medien. Der Bezug von Burgen und Schlösser ist für Mitglieder der Deutschen Burgenvereinigung e. V. kostenlos, ebenso wie die Zeitschrift ARX. Burgen und Schlösser in Bayern, Österreich und Südtirol, herausgegeben vom Südtiroler Burgeninstitut, und das Mitteilungsblatt des Vereins.
Bis auf die letzten fünf Jahrgänge sind die Hefte digitalisiert und frei zugänglich.